# Maurice Chappaz
Pour les articles homonymes, voir Chappaz.
Maurice Chappaz, né à Lausanne le 21 décembre 1916 et mort à Martigny le 15 janvier 2009, est un écrivain et poète suisse.

## Biographie
Maurice Chappaz est le fils d'Henri Chappaz, avocat et notaire à Martigny et député au Grand Conseil du Valais, et d'Amélie Troillet de Bagnes, sœur du conseiller d'État valaisan Maurice Troillet, avocat et notaire lui aussi. Il passe son enfance entre Martigny et l'abbaye du Châble, demeure de sa famille du côté maternel, dans le canton suisse du Valais. Il fait ses études classiques (latin-grec) au collège de l'abbaye de Saint-Maurice de 1928 à juin 1937.
De nature timide, Chappaz considère alors la montagne comme « un moyen d'évasion, un espace de liberté », mais il est sujet au vertige et doit donc renoncer à l'escalade, ce qui est « terrible » pour lui.
Il est alors tenté de suivre les pas de son père et de son oncle Troillet, et s'inscrit de 1937 à 1940 à la Faculté de droit de l'Université de Lausanne ; mais il la quitte bientôt pour suivre des cours à la Faculté des lettres de l'Université de Genève, notamment ceux de Marcel Raymond. Il doit cependant quitter l'université au bout de quelques mois, étant mobilisé comme jeune officier dans l'armée suisse pendant toute la Seconde Guerre mondiale.
Convaincu que seule la création peut lui enseigner la littérature, Maurice Chappaz publie, sous le pseudonyme de Pierre, son premier texte : Un homme qui vivait couché sur un banc, en décembre 1939, à l'occasion d'un concours organisé par la revue Suisse Romande. Il reçoit alors les encouragements de Charles-Ferdinand Ramuz et de Gustave Roud. Une importante amitié doublée d'une correspondance commence ainsi entre ce dernier et Chappaz, qui ne s'arrêtera qu'avec la mort de Roud.
Mais dès l'été 1940, la guerre interrompt sa disponibilité. Il est alors amené à parcourir les frontières suisses et publie dans la revue genevoise Lettres plusieurs textes qui formeront en 1944 Les Grandes Journées de Printemps, saluées par Paul Éluard. En 1942, il rencontre S. Corinna Bille, qu'il épousera en 1947 et avec qui il aura trois enfants, Blaise, Achille et Marie-Noëlle. Après le décès de Corinna en 1979, il se remariera, en 1992, avec Michène Caussignac, veuve de l'écrivain Lorenzo Pestelli.
Après la guerre, Maurice Chappaz voyage en Europe. Sans profession régulière et désirant consacrer son temps à l'écriture, Chappaz est correspondant occasionnel pour la presse (collaboration régulière à la revue Treize Étoiles entre 1960 et 1980) et parallèlement gère le domaine viticole de son oncle Maurice Troillet, dans la région de Fully en Valais, domaine géré depuis 1987 par Marie-Thérèse Chappaz, nièce de Maurice Chappaz.
En 1953, la publication du Testament du Haut-Rhône couronne une quête poétique d’une dizaine d’années. L’œuvre, remarquée par Charles-Albert Cingria, est un succès (son auteur se voit décerner le Prix Rambert), cependant, sa réalisation et sa réussite même remettent à nouveau le poète en question et le plongent dans un désespoir profond. Traversant une grave crise personnelle, il multiplie les errances et les questions, et s'essaye à plusieurs métiers, travaillant notamment, entre 1955 et 1957, comme assistant géomètre sur le chantier du barrage de la Grande-Dixence. Cette expérience le réconcilie avec la poésie et se traduit par l’écriture du Chant de la Grande-Dixence (écrit dès 1959, mais publié en 1965). Suivront Le Valais au Gosier de Grive (1960), le Portrait des Valaisans en Légende et en Vérité (1965), Office des Morts (écrit en 1963, et publié en 1966) ou encore Tendres Campagnes (écrit en 1962, et publié en 1966).
Maurice Chappaz accomplit encore de nombreux périples autour du globe : Laponie (1968), Paris (1968), Népal et Tibet (1970), Mont Athos (1972), Russie (1974 et 1979), Chine (1981), Liban (1974), Québec et New York (1990).
Très engagé dans la protection de l'environnement, il se mobilisera à plusieurs reprises contre l'envahissement de sites naturels (notamment la forêt de Finges) par l'armée ou l'industrie immobilière. Dans les années 1970, la publication de son ouvrage Les Maquereaux des Cimes Blanches (1976, réédité et augmenté en 1984), qui est un pamphlet contre l'industrie du tourisme qui saccage le Valais authentique, divisera la presse et la population valaisannes. C'est à cette occasion que des étudiants de Saint-Maurice inscriront en gigantesques capitales blanches « Vive Chappaz » sur la falaise qui domine l'abbaye.
Dès la mort de Corinna Bille, en 1979, il quitte Veyras, où ils avaient emménagé en 1957, et il s'établit dans l'abbaye maternelle du Châble, dans la vallée de Bagnes. Il publie alors des poèmes balancés entre le burlesque et le ton funèbre (À rire et à mourir, 1983), commence un Journal de six mille pages, tenu sans interruption de 1981 à 1987, et rédige un récit et des proses poétiques sur le thème du deuil (Octobre 79 et Le Livre de C., 1986).
Préoccupé d'éditer les inédits laissés par Corinna Bille à sa mort, reprenant la traduction des Géorgiques de Virgile pour les éditions Gallimard (1987) et des Idylles de Théocrite (1992), il ébauche une évocation de l’antique civilisation alpine, Valais-Tibet (2000).
En 1997, Maurice Chappaz obtient le plus prestigieux des prix helvétiques, le Grand Prix Schiller, et il se voit attribuer cette même année, en France, la Bourse Goncourt de la poésie pour l'ensemble de son œuvre. À l’automne 2001, l'Évangile selon Judas, récit de théologie-fiction, paraît chez Gallimard.
En 2002, il écrit un texte intitulé Lettre d'une forêt à l'autre qui paraît dans la revue d'art Trou (n° 12) ; l'édition de tête (cent exemplaires numérotés et signés) contient le fac-similé du manuscrit de son discours de remerciements pour son titre de Commandeur des Arts et des Lettres, prononcé à Martigny à l'automne 2001 à l'intention de l'Ambassadeur de France. En 2008, paraît aux éditions de la Revue Conférence son ultime livre, La pipe qui prie & fume, méditation sur la nature, l'âge, le temps et l'approche de la mort.
Maurice Chappaz est mort le 15 janvier 2009 à l'hôpital de Martigny. Son fonds d'archives se trouve aux Archives littéraires suisses à Berne.
En 2016, les éditions Zoé publient sous le titre Jours fastes. Correspondance 1942-1979, les lettres échangées par Maurice Chappaz et Corinna (décédée en 1979). Cet ensemble épistolaire offre un éclairage sur la vie culturelle et littéraire de la Suisse romande.

## Œuvre
L'ensemble de l'œuvre de Chappaz « se présente comme une quête de l'origine » et témoigne d'une « tension inapaisée […] entre technique et nostalgie, nature et artifice ». 
La poésie est la forme d'expression que Chappaz a choisie dès l'âge de 20 ans, en suivant « ses maîtres, ses lectures, ses goûts ». 
Né dans une famille solidement implantée dans la ruralité valaisanne, Chappaz a passé une bonne partie de son enfance dans le village du Châble, chef lieu du val de Bagnes, terre qui était alors encore très paysanne. Chappaz a toujours voulu connaître et comprendre le monde des paysans et des artisans du vieux pays. Même à l'âge de 70 ans, il demandera encore avec avidité à un meunier de Liddes de lui expliquer en détail le fonctionnement de son moulin, allant jusqu'à descendre dans la chambre des roues à aubes au sous-sol de ce vieux moulin et s'allonger sous la roue afin d'observer la machinerie fonctionner.  
Ainsi, dès 1953 dans le Testament du Haut-Rhône, Chappaz a exprimé la souffrance qu'il ressent à cause de « ce drame du Valais […] livré sans merci à la convoitise des affairistes avec la complicité des politiciens […] et de la population elle-même facile à convaincre ». Il déplore auprès de son ami Jacques Darbellay la destruction de la civilisation terrienne du Valais par l'argent : « On a fait d'hommes libres depuis toujours les gérants d'un territoire envahi […], le travail qu'ils font est une prostitution, l'argent, seule compensation, […] est un leurre ».
Chappaz explique la perte de sens et l'amertume ressenties par un paysan face à la modernité : ce paysan peut trouver dur mais acceptable par exemple de marcher trois heures pour se rendre sur son pâturage ; mais si l'on construit un téléphérique qui mène à côté de ce pâturage et que le paysan n'a pas les moyens de le prendre, cela devient quelque chose d'indigne et d'insupportable, sa vie prend un sens dérisoire.

## Prix et distinctions

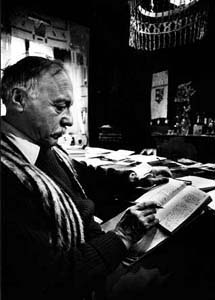
Maurice Chappaz en 1983

- Grand prix de l'Académie rhodanienne, 1948
- Prix Rambert, 1953
- Prix de la Ville de Martigny, 1966
- Membre d'honneur de la Ligue suisse pour la protection de la Nature, 1966
- Prix de la Fondation du Jubilé de l'UBS, 1969
- Prix des Rencontres poétiques internationales d'Yverdon, 1984
- Prix de l'État du Valais, 1985
- Grand Prix Schiller, 1997
- Bourse Goncourt de la poésie, 1997
- Grand prix du Salon du livre de Montagne, Passy (France), 2000
- Commandeur de l'ordre des Arts et des Lettres, 2001

## Œuvres
- Les Grandes Journées de printemps, Porrentruy, Aux portes de France, 1944, 56 p. ; rééd. Lausanne, Cahiers de la Renaissance vaudoise, 1966, 71 p. ; Fata Morgana, 2004, illustrations de Gérard de Palézieux.
- Grand Saint-Bernard, 80 photographies d'Oscar Darbellay, Lausanne, J. Marguerat, 1953, 23 p. et 80 pl.
- Testament du Haut-Rhône, Lausanne, Rencontre, 1953, 99 p.; rééd. Lausanne, Cahiers de la Renaissance vaudoise, 1966, 100 p. ; rééd. ill. par Gérard de Palézieux, Saint-Clément-de-Rivière, Fata Morgana, 2003, rééd par les Éditions Plaisir de Lire.
- Le Valais au gosier de grive, Lausanne, Payot, 1960, 77 p.
- Les Géorgiques de Virgile, traduction, Lausanne, Éditions Plaisir de Lire.
- Chant de la Grande Dixence, Lausanne, Payot, 1965, 60 p., rééd. par les Éditions de L'Aire, 1995.
- Un homme qui vivait couché sur un banc, Lausanne, Cahiers de la Renaissance vaudoise, 1966 et Éditions Plaisir de Lire, 110 p.
- Office des morts, Lausanne, Cahiers de la Renaissance vaudoise, 1966, 79 p.
- Tendres Campagnes, Lausanne, Cahiers de la Renaissance vaudoise, 1966, 66 p.
- Verdures de la nuit, Lausanne, Cahiers de la Renaissance vaudoise, 1966, 53 p.
- Le Match Valais-Judée, [2e éd.], dessins d'Étienne Delessert, Lausanne, Cahiers de la Renaissance vaudoise, 1969, 207 p, rééd par les Éditions Plaisir de Lire avec préface de Jacques Chessex.
- La Tentation de l'Orient : lettres autour du monde, Lausanne, Cahiers de la Renaissance vaudoise, 1970, 150 p.
- La Haute route, suivi du Journal des 4 000, Éd Galland, 1974 ; réédition Ed Hoëbeke 1995 ; 2007 ; 2011.
- Lötschental secret : les photographies historiques d'Albert Nyfeler, ill. d'A. Nyfeler, Lausanne, Éd. 24 heures, 1975, 155 p.
- Les Maquereaux des cimes blanches, Vevey, B. Galland, 1976, 68 p.
- Portrait des Valaisans : en légende et en vérité, [5e éd.], Vevey, B. Galland, 1976, 187 p. ; rééd. par les Éditions de L'Aire, 1983.
- Adieu à Gustave Roud, avec Philippe Jaccottet et Jacques Chessex, Vevey, B. Galland, 1977, 85 p.
- Pages choisies : avec un inédit, préface d'Étiemble, Lausanne-Paris, A. Eibel-Ophrys, 1977, 282 p.
- Poésie, préface de Marcel Raymond, Vevey-Paris, B. Galland-Payot, 1980.
- À rire et à mourir : récits, paraboles et chansons du lointain pays, Vevey, B. Galland, 1983, 241 p.
- Les Maquereaux des cimes blanches, précédé de La Haine du passé, Genève, Éd. Zoé, 1984, 99 p.
- Journal des 4000, ill. de Claire Colmet Daâge, Briançon, Passage, 1985, 89 p.
- Le Livre de C, [nouv. éd. revue], Lausanne, Éditions Empreintes, 1987, 151 p.
- Le Garçon qui croyait au paradis, récit, Lausanne, Éd. 24 heures, 1989, 100 p.; rééd. par les Éditions de L'Aire, 1996.
- La Veillée des Vikings, récits, Lausanne, Éd. 24 heures, 1990, 134 p.; rééd. par les Éditions de L'Aire, 1995.
- Les Idylles, de Théocrite, traduction, Lausanne, Éditions Plaisir de Lire.
- Journal de l'année 1984 : écriture et errance, postfaces de Marius Michaud et de Stéphanie Cudré-Mauroux, Lausanne, Éd. Empreintes, 1996, 240 p.
- La Tentation de l'Orient : lettres autour du monde, M. Chappaz et Jean-Marc Lovay, préf. de Nicolas Bouvier, post. de Jérôme Meizoz, Genève, Éd. Zoé, 1997, X-141 p.
- Bienheureux les lacs, ill. de Gérard Palézieux, Genève, Slatkine, 1998, 108 p.
- Partir à vingt ans, préf. de Jean Starobinski, Genève, La Joie de lire, 1999, 216 p.
- Évangile selon Judas, récit, Paris, Gallimard, 2001, 167 p.
- Le Voyage en Savoie : du renard à l'eubage, photos et réal. graphique Matthieu Gétaz, Genève, La Joie de lire, 2001, 94 p.
- À-Dieu-vat !, entretiens avec Jérôme Meizoz, Sierre, Monographic, 2003, 221 p.
- La Pipe qui prie & fume, avec 26 reprod. de monotypes de Pierre-Yves Gabioud, Éd. Conférence, 2008, 200 p.
- Journal Intime d'un Pays, Maurice Chappaz, Éd. Conférence, 2011, 1232 p.
- Orphées noirs, Leo Frobenius et Maurice Chappaz, préf. de Jacques Chessex, éd. par les Éditions de L'Aire, 2006.
- Hors de l'Église, pas de salut, Maurice Chappaz, éd. par les Éditions de L'Aire, 2007.

## Correspondance
- Le Gagne-pain du songe : correspondance 1928-1961, M. Chappaz et Maurice Troillet, Lausanne, Éd. Empreintes, 1991, 283 p.
- Se reconnaître poète ? : correspondance 1935-1953, M. Chappaz et Gilbert Rossa, éd. par Françoise Fornerod, Genève, Slatkine, 2007, 397 p.
- Autour de liberté à l'aube. Correspondance 1967-1972, Alexandre Voisard et Maurice Chappaz, Fontenais, Éd. des Malvoisins, 2010, 160 p.
- Jours fastes. Correspondance 1942-1979. Corinna Bille et Maurice Chappaz. Genève, Éditions Zoé, 2016, 1200 p.
- Maurice Chappaz, Philippe Jaccottet, Correspondance (1946–2009), Paris, Gallimard, coll. « Les Cahiers de la NRF », 2023

## Documentaires[27]
- 1988 - Mürra Zabel - Wallis. Ein verlorenes Biotop
- 1997 - Bertil Galland - Plans-fixes, n° 1014
- 1998 - Mürra Zabel - Poesie und Politik
- 2001 - Jean-Noël Christiani & Jérôme Meizoz - Les hommes-livres : Maurice Chappaz